# Sagan Tosu FC
El Sagan Tosu FC és un club de futbol japonès de la ciutat de Tosu.

## Història
El club va ser fundat amb el nom de PJM Futures a la ciutat de Hamamatsu el 1987 i es traslladà a Tosu el 1994, canviant el seu nom pel de Tosu Futures. El 1997 adoptà el nom Sagan Tosu i dos anys més tard ingressà a la J. League.

## Futbolistes històrics destacats
- David Bisconti
- Héctor Enrique (Tosu Futures)
- Sergio Batista (Tosu Futures)
- Hugo Maradona (PJM Futures, 1992-94)
- Shigetatsu Matsunaga (Tosu Futures, 1995-96)
- Stephen Tataw (Tosu Futures, 1995-96)
- Jorge Dely Valdés (Tosu Futures, 1996)